# Phaedyma heliodora
Phaedyma heliodora är en fjärilsart som beskrevs av Pieter Cramer 1782. Phaedyma heliodora ingår i släktet Phaedyma och familjen praktfjärilar. Inga underarter finns listade i Catalogue of Life.